# Brede
Brede er et villakvarter i Lyngby-Taarbæk Kommune beliggende lidt nord for København. Bebyggelsen er opstået omkring Mølleåen, hvor der langt tilbage i middelalderen har været anlagt vandmøller. Grundet vandkraften langs Mølleåen i Brede har der i området været forskellig produktionsvirksomheder langt tilbage i tiden. Fra 1628 er der i Brede blevet fremstillet krudt, ligesom der har været kobberværk og fra 1832 klædefabrik. Flere af de oprindelige industribygninger er i dag ejet af Nationalmuseet og udgør Brede Værk.
Nær Brede ligger Danmarks Tekniske Universitet og Frilandsmuseet. 